# Emil Fey
Emil Fey (Viena, 23 de marzo de 1886-ibíd. 16 de marzo de 1938) fue un militar y político austriaco, jefe de la Heimwehr vienesa y vicecanciller de la Primera República austriaca en el primer lustro de la década de 1930.

## Biografía

### Origen y primeras actividades
Hijo de un consejero imperial, nació en Viena, capital del Imperio austrohúngaro el 23 de marzo de 1886. Militar de carrera —ingresó en el Ejército con dieciocho años—, combatió en un regimiento de la capital destacado en el frente serbio en la Primera Guerra Mundial. Hasta entonces, marzo de 1915, había pasado la mayor parte del tiempo destinado en el departamento de suministros. Más tarde pasó al frente italiano en octubre de 1915, donde su batallón participó primero en la tercera batalla del Isonzo defendiendo los alrededores de Gorizia. Herido en cuatro ocasiones, perdió un ojo y recibió la Orden de María Teresa.

### Primeras actividades políticas
Formó parte del comité ejecutivo de la Asociación de Veteranos del Frente (Frontkämpfervereinigung), organización antisocialista, nacionalista y antisemita con estrechas relaciones con la Heimwehr de la Baja Austria. La asociación, escindida de una agrupación de oficiales, fundó el 8 de marzo de 1920. Organización de carácter contrarrevolucionario, sus estatutos la definían meramente como una asociación de ayuda mutua para sus miembros. La asociación no permitía el ingreso de miembros judíos, fomentaba el nacionalismo alemán y propugnaba la unión de Austria y Alemania. A diferencia de la Heimwehr, carecía fundamentalmente de armas y era notablemente más antisemita.
A finales de 1920, contaba con unos cincuenta mil miembros y era la mayor formación paramilitar del país. Contaba con alrededor de un centenar de secciones en las provincias, aunque el grueso de sus afiliados provenían de la capital. El nexo de unión de sus variados miembros era el antisemitismo y el antisemismo. Oficialmente, la asociación no favorecía ni la unión con Alemania ni la restauración de la monarquía, asuntos que, junto con la afiliación a partidos políticos, sus miembros tenían prohibido discutir.
Fey participó en los combates contra los yugoslavos por el control de Carintia.

### Heimwehr vienesa
Ascendido a mayor en 1921, en los primeros años de la década, hasta 1923, sus simpatías políticas fueron para los socialcristianos. En 1927 coadyuvó en la fundación de la sección vienesa de la Heimwehr, que pasó a presidir en 1930. En la organización, fue rival tanto de Richard Steidle como de Ernst Rüdiger Starhemberg. Antisocialista, contrario al sistema democrático y en ocasiones brutal, Franz von Papen lo tildó de «condotiero».

### En el Gobierno
Cuando la Heimwehr ingresó en el Gobierno del canciller Engelbert Dollfuss, se lo nombró secretario de Estado de Seguridad y jefe de la Policía el 17 de octubre de 1932. La Heimwehr se convirtió entonces en la práctica en un cuerpo auxiliar de la Policía.
El 10 de mayo de 1933, se lo nombró ministro de Seguridad y aplicó medidas represoras a comunistas y nacionalsocialistas. El 23 de septiembre, recibió el cargo de vicecanciller, aunque se lo relevó temporalmente de la cartera de Seguridad, que recuperó varios meses más tarde, el 11 de enero de 1934.
Trató de lograr un pacto entre la Heimwehr y los nacionalsocialistas austriacos, lo que no evitó que un grupo de estos tratase de asesinarlo el 27 de abril. Esto no le hizo abandonar esta meta. Sustituido por su rival Starhemberg como vicecanciller el 1 de mayo, permaneció en el Gobierno como ministro de Seguridad. Tuvo un destacado pero controvertido papel en el golpe de Estado de julio, en el que parece que trató de mediar entre el Gobierno y los golpistas, pero sus adversarios le acusaron de estar al tanto de la confabulación y de acordarse con los conspiradores. Absuelto de este cargo por un tribunal militar en marzo de 1937, Starhemberg lo acusó de recibir sobornos de la Alpine Montangesellschaft y su reputación no se recuperó de la actuación durante el fallido golpe de Estado.
Permaneció en el Gobierno como comisario de Interior en el gabinete de Kurt Schuschnigg hasta octubre de 1935 y como jefe de la Heimwehr de la capital hasta el mes siguiente, cuando cedió el mando a Starhemberg. Presidente de una asociación de veteranos de la Heimwehr, pasó a dirigir también una empresa de navegación fluvial en el Danubio. Se suicidó el 16 de marzo de 1938 junto con su esposa y su hijo, tras la anexión alemana de Austria.